# Guido Van In
Guido Van In (Assebroek, 25 mei 1930 - 23 oktober 2020) was een Belgisch senator.

## Levensloop
Guido Pieter Jan Van In was een zoon van de Belgische beroepsmilitair Jan Alfons Van In en van Anna Cools. Hij trouwde op 11 mei 1957 met Paula Popelier.
Hij werd aangetrokken tot het Vlaams-nationalistisch gedachtegoed en was van 1948 tot 1954 gewestelijk verantwoordelijke van het Jeugdverbond der Lage Landen, dat in 1951 omgevormd werd tot het Algemeen Diets Jeugdverbond. Hij lag eveneens aan de basis van de oprichting Het Pennoen, het tijdschrift van deze organisatie.
Na zijn middelbare studies aan het Brugse Sint-Lodewijkscollege, promoveerde hij tot doctor in de rechten en de criminologie aan de Rijksuniversiteit Gent. In 1954 vestigde hij zich als advocaat in Brugge.
Hij stapte in de politiek en werd een van de stichters van de Volksunie in Brugge. Van 1979 tot 1984 was hij voorzitter van de nationale partijraad. Voor de VU was hij van 1965 tot 1971 provincieraadslid van West-Vlaanderen en van 1971 tot 1994 gemeenteraadslid van Brugge, waar hij van 1987 tot 1988 schepen van Sociale Zaken was.
Van 1971 tot 1978 en van 1981 tot 1987 zetelde hij bovendien in de Belgische Senaat: van 1971 tot 1974 was hij rechtstreeks verkozen senator voor het arrondissement Brugge, van 1974 tot 1978 en van 1981 tot 1985 was hij provinciaal senator voor West-Vlaanderen en van 1985 tot 1987 gecoöpteerd senator.
In de periode december 1971-december 1978 had hij als gevolg van het toen bestaande dubbelmandaat ook zitting in de Cultuurraad voor de Nederlandse Cultuurgemeenschap, die op 7 december 1971 werd geïnstalleerd en de verre voorloper is van het Vlaams Parlement. Van februari 1976 tot april 1977 en van juni 1977 tot december 1978 zat hij er de VU-fractie voor.
Binnen de Volksunie was Van In een verdediger van het Egmontpact, maar hij kon tegelijkertijd begrip opbrengen voor het standpunt van de tegenstanders. In de Senaat legde hij zich toe op de klassieke communautaire dossiers, maar gaf hij ook blijk van een ruime maatschappelijke belangstelling. Als voorstander van het openbaar vervoer was hij in 1983 initiatiefnemer voor de jaarlijkse TreinTramBusdag. In Brugge nam hij ook het initiatief voor het aanbrengen van een gedenksteen in het 'Boergondisch Cruyce' in de Wollestraat ter nagedachtenis van Joris Van Severen en van de slachtoffers van het Bloedbad van Abbeville.